# Carlos Francisco de Croix

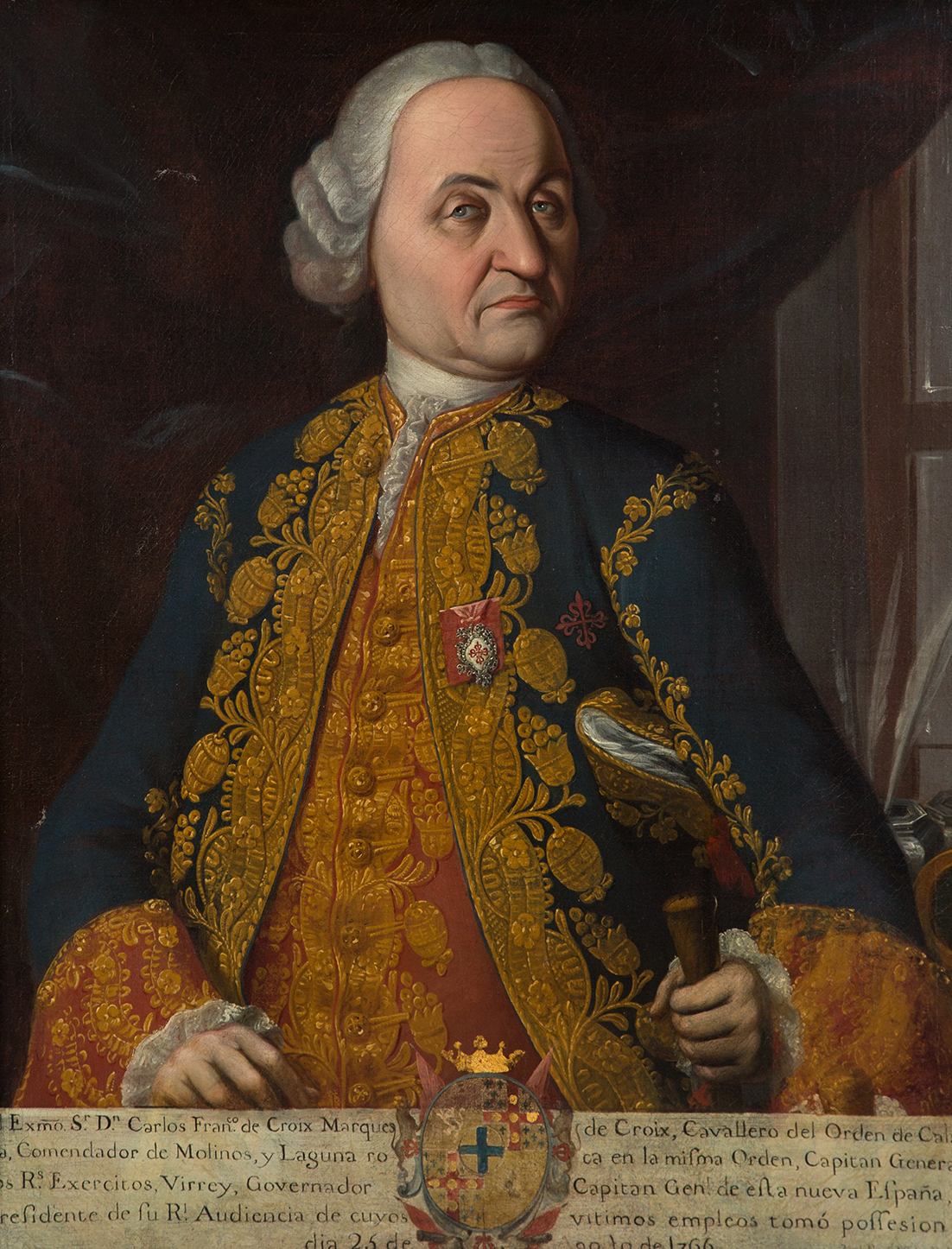
Carlos Francisco de Croix

Carlos Francisco de Croix (französisch François Charles de Croix), Markgraf (spanisch marqués; französisch Marquis) von Croix,  (* 1. Januar 1703 in Lille, Frankreich; † 28. Oktober 1778 (nach anderen Quellen: 1786) in Valencia, Spanien) war ein spanischer Offizier und Kolonialverwalter, der als Vizekönig von Neuspanien amtierte.

## Leben

### Herkunft und Familie
François Charles de Croix wurde 1703 im nordfranzösischen Lille geboren. Lille war seit 1477 in Habsburger Hand und von 1555 bis 1667 Teil der Spanischen Niederlande. François’ Vater war Alexandre François de Croix, Baron de Heuchin, dem der französische König Ludwig XIV. 1691 den Titel eines Marquis de Croix verliehen hatte. Seine Mutter hieß Magdeleine Françoise de Fienne, Marquise de Fienne. François Charles war das jüngste von fünf Kindern.

### Karriere in Europa
Sein Patenonkel war Eugene François de Croix, Hauptmann in Reihen der spanischen Armee und Ritter des Malteserordens. Auf sein Betreiben und mit seiner Protektion verließ Croix seine Heimatstadt und trat in den Dienst der königlich spanischen Armee.
Er stieg rasch als Offizier empor. 1731 begleitete er den Kronprinzen Karl, den späteren König Karl III., auf einer Mission nach Parma und übernahm den Botendienst zwischen dem Prinzen und König Philipp V., der zu dieser Zeit in Sevilla weilte. In relativ jungen Jahren wurde er zum Generalleutnant erhoben und fungierte als Adjutant des Kronprinzen Philipp. Als Ritter wurde er in den Orden von Calatrava aufgenommen.
Er kämpfte für die Spanier in Italien, und bald erhielt er strategisch bedeutsame Kommandos: Er befehligte die Befestigung von Ceuta in Nordafrika und El Puerto de Santa María, das den Hafen von Cádiz vor Angriffen schützte. König Ferdinand VI. (Spanien) ernannte ihn zum Generalkapitän von Galicien.

### Amtszeit als Vizekönig von Neuspanien
Im Jahr 1766 berief ihn König Karl III. zum Vizekönig von Neuspanien. Gemeinsam mit seinem Neffen Theodor de Croix und dem neuen Erzbischof von Mexiko, Francisco de Lorenzana, segelte er im Mai 1766 von Cádiz aus nach Mexiko. Kapitän des Schiffes war Manuel de Guirior, der später Vizekönig von Neugranada und Peru werden sollte. Sie erreichten Veracruz im Juli, und Ende August hielt der neue Vizekönig seinen Einzug in Mexiko-Stadt.
Die Amtszeit von Croix brachte einige Reformen im Sinne Karls III. Die schnelle und deutliche Niederlage gegen die Briten im Siebenjährigen Krieg hatte deutlich gemacht, dass die Organisation der spanischen Armee nicht mehr zeitgerecht war. Sowohl Croix’ Vorgänger Joaquín de Montserrat als auch die aus Spanien entsandten visitadores José de Gálvez y Gallardo und Juan de Villalba hatten begonnen, die militärische Infrastruktur zu modernisieren. Allerdings konnten sie keine Einigung über die besten Maßnahmen erzielen.
Croix ließ mit Veracruz und Acapulco die jeweils bedeutendsten Häfen Richtung Atlantik und Pazifik befestigen und stellte weitere Milizeinheiten auf. Die Kosten für diese Maßnahmen deckte er, indem er die Erträge des königlichen Tabakmonopols erhöhte und durch neue bzw. gestiegene Steuern.
Expeditionen erforschten Kalifornien und bauten die spanischen Befestigungen dort aus. Die Kolonialverwaltung wurde unter Croix dezentralisiert; im Norden des Vizekönigreiches wurden neue Provinzen mit eigener Verwaltung eingerichtet. Sein Neffe Theodor de Croix übernahm dort den Militärbefehl; er sollte später zum Vizekönig von Peru berufen werden.
In Croix’ Amtszeit fiel die Entscheidung der Krone, den mächtigen Jesuitenorden zu vertreiben und sein Vermögen zu beschlagnahmen. Die Jesuiten unterhielten praktisch das gesamte Bildungswesen der Kolonie, und mit ihnen verließen bedeutende Gelehrte wie Francisco Javier Clavijero Mexiko. Die Vertreibung löste in Guanajuato, San Luis Potosí und in Michoacán Volksaufstände aus, die militärisch niedergeschlagen wurden. 85 Menschen wurden hingerichtet und über achthundert verbannt und zu Zwangsarbeit verurteilt.
Croix ordnete auch Beschlagnahmung von Immobilien an, die der Inquisition gehörten, und er untersagte öffentliche Verbrennungen. Der schwelende Konflikt zwischen einheimischen Kreolen und Europäern verschärfte sich, als Croix die Zeitung Diario Literario des Priesters José Antonio Alzate verbieten ließ.

### Rückkehr nach Europa
Im August 1771 erreichte Croix’ Nachfolger Antonio María de Bucareli y Ursúa Mexiko. Carlos Francisco de Croix durfte nach Übergabe der Amtsgeschäfte im September nach Europa zurückkehren, ohne die Überprüfung seiner Amtsführung (Juicio de Residencia) abzuwarten. Er erreichte Cádiz am 20. Mai 1772. König Karl III. ernannte ihn zum Generalkapitän von Valencia. In diesem Amte starb er am 28. Oktober 1778.